# 二氯靛酚鈉
二氯靛酚鈉是一种有机化合物，化学式為C12H6Cl2NNaO2，它是2,6-二氯靛酚的钠盐，是一种靛酚染料。它是暗绿色的固体，其水溶液为深蓝色，在酸性条件下变为红色。它可用于维生素C的测定。